# Diocesi di Noto

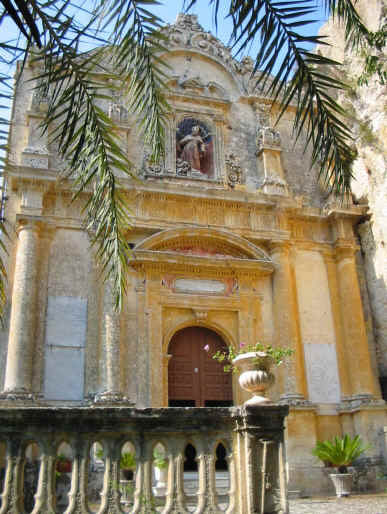
Il santuario di san Corrado Confalonieri, co-patrono della diocesi, nella valle dei Pizzoni, presso Noto.

La diocesi di Noto (in latino: Dioecesis Netensis) è una sede della Chiesa cattolica in Italia suffraganea dell'arcidiocesi di Siracusa appartenente alla regione ecclesiastica Sicilia. Nel 2023 contava 210 000 battezzati su 215 082 abitanti. È retta dal vescovo Salvatore Rumeo.

## Territorio
La diocesi comprende 5 comuni del libero consorzio comunale di Siracusa (Noto, Avola, Pachino, Portopalo di Capo Passero e Rosolini) e 4 del libero consorzio comunale di Ragusa (Ispica, Modica, Pozzallo e Scicli).
Sede vescovile è la città di Noto, dove si trova la basilica cattedrale di San Nicolò. Nella valle dei Pizzoni, presso Noto, sorge il santuario di san Corrado Confalonieri, compatrono della diocesi.
Il territorio si estende su 1 323 km² ed è suddiviso in 98 parrocchie, raggruppate in 8 vicariati: Noto, Avola, Pachino (che comprende anche Portopalo di Capo Passero), Rosolini, Ispica, Pozzallo, Scicli, Modica.

## Storia
La città di Noto è stata eretta a sede vescovile e la chiesa madre a cattedrale da papa Gregorio XVI con la bolla Gravissimum sane munus il 15 maggio 1844, ricavandone il territorio dalla diocesi di Siracusa, concretizzando l'impegno del suo predecessore Pio VII, il quale si era proposto di accrescere in Sicilia il numero delle diocesi per rendere più agevole il servizio pastorale dei vescovi, modificando così i confini dell'arcidiocesi di Siracusa.
Il desiderio dei Netini di avere in città la sede vescovile risaliva al 1212, quando Isimbardo Morengia, signore della città, fondava con la dote di quattro feudi il monastero cistercense di Santa Maria dell'Arco. Insignita del titolo di città da Alfonso il Magnanimo il 27 dicembre 1432, in un momento di particolare prestigio anche culturale, Noto richiese l'erezione a diocesi il 14 giugno 1433 a papa Eugenio IV e ancora il 22 gennaio 1450 a Niccolò V. Altre iniziative vengono promosse nel 1594 e nel 1609; le argomentazioni addotte a favore della nuova sede vescovile erano diverse, tra queste la presenza di due prestigiosi centri di spiritualità: l'abbazia benedettina di Santa Lucia del Mendola e quella cistercense di Santa Maria dell'Arco, allora rilevanti motivi ecclesiastici, e l'essere la città di Noto "capovalle" e al pari delle altre due esistenti in Sicilia, Messina e Mazara, meritava la sede vescovile. L'ostacolo alla realizzazione di tale desiderio veniva dall'opposizione dei vescovi di Siracusa dalla cui diocesi quella di Noto doveva trarre territorio, facendole perdere potere e introiti.
La nascita della diocesi di Noto faceva parte del piano di ampliamento delle diocesi siciliane per favorire la cura pastorale delle popolazioni, deciso dal parlamento di Sicilia e presentato al re Ferdinando III il 5 aprile 1778. Il re, favorevole al progetto, dette incarico alla Deputazione del Regno di studiare la fattibilità dell'operazione, previa una indagine conoscitiva in vista di un riesame complessivo delle diocesi dell'isola. L'iter di fondazione delle nuove diocesi fu interrotto durante il periodo della rivoluzione francese e ripreso dal parlamento siciliano il 24 marzo 1802, quando fu presentata una nuova istanza per il riordino delle diocesi siciliane, accolta anche questa volta favorevolmente dal re.
La prima istanza per l'erezione della diocesi netina fu presentata alla Deputazione del Regno il 17 febbraio 1783. Ma fu solo con il nuovo secolo che il progetto venne ripreso e portato a termine, malgrado la viva opposizione della curia siracusana, e che Noto vide concretizzarsi l'antico desiderio, approfittando dei tumulti verificatisi a Siracusa durante l'epidemia di colera che portarono al trasferimento a Noto, da parte di Ferdinando II, della sede della provincia.
È proprio in questo periodo che re Ferdinando II chiese alla Santa Sede di erigere la diocesi di Noto, approfittando del fatto che la sede vescovile di Siracusa era vacante per la morte del vescovo Giuseppe Amorelli, avvenuta il 13 dicembre 1840. Alla nuova diocesi, oltre a Noto furono assegnati, sottraendoli a Siracusa, i comuni di Avola, Buccheri, Buscemi, Cassaro, Ferla, Giarratana, Modica, Pachino, Palazzolo Acreide, Pozzallo, Portopalo, Rosolini, Scicli e Spaccaforno (ora Ispica).
I primi vescovi si impegnarono nella costruzione della nuova diocesi e nell'acquisizione delle principali strutture diocesane; «la loro attività pastorale si concentrò sulla inaugurazione di nuovi edifici ecclesiastici (fra cui alcune chiese madri), sulla catechesi, sulla formazione del laicato, sull'alfabetizzazione, sulla conoscenza e l'unificazione della diocesi con le visite pastorali». nel 1851 venne fondato il seminario vescovile ad opera del vescovo Giovanni Battista Naselli, mentre nel 1855 il vescovo Mario Giuseppe Mirone acquisì parte del palazzo Trigona Cannicarao come sede dell'episcopio.
La diocesi rimase vacante nel 1864 per la morte di mons. Mario Giuseppe Mirone, anche per i tentativi del governo liberale di intervenire nella nomina dei vescovi, che era soggetta all'exequatur e alla pretesa di subentrare nel regio patronato ai precedenti monarchi, ossia di godere del diritto di presentazione dei vescovi. Nel 1865 il governo propose in colloqui informali la nomina di Antonio Gibilara, vicario capitolare della diocesi di Girgenti, ma non si trovò un accordo con la Santa Sede. Dopo la frattura tra Chiesa e Stato con la presa di Porta Pia del 20 settembre 1870, la Santa Sede rifiutò di concordare le nomine dei vescovi e tra il 1871 e il 1872 procedette a nomine unilaterali per le diocesi siciliane, scegliendo per Noto Benedetto Lavecchia Guarnieri (1872-1875).
Una decisa pastorale vocazionale fu attuata dai vescovi Giovanni Blandini (1875-1913) e Giuseppe Vizzini (1913-1935); il primo ebbe difficoltà a ricevere l'exequatur; gli fu recapitata l'ingiunzione di lasciare il palazzo
episcopale. Un'eventuale resistenza avrebbe potuto comportare non solo l'uso della forza, ma anche l'allontanamento coatto dalla diocesi e l'affidamento della diocesi a un vicario capitolare.; successivamente affidò la direzione del seminario prima ai gesuiti e poi ai lazzaristi; Vizzini assunse in prima persona la direzione del seminario e indisse il primo sinodo diocesano nel 1923.
Nel 1950, con l'erezione della diocesi di Ragusa, Noto rischiò la soppressione. Fu deciso di scorporare Giarratana per aggregarla alla sede di Ragusa, mentre i comuni montani di Buccheri, Buscemi, Cassaro, Ferla e Palazzolo Acreide tornarono alla sede di Siracusa. Successivamente, nel 1954, anche la frazione di San Giacomo Bellocozzo, passata quattro anni prima sotto la giurisdizione della città iblea, fu aggregata alla sede di Ragusa.
Il 27 novembre 1963, con la lettera apostolica Scandere caelum, papa Paolo VI ha proclamato la Beata Maria Vergine, invocata con il titolo di "Scala del Paradiso", e San Corrado Confalonieri patroni principali della diocesi.
Il 18 giugno 2007 è stata riaperta al culto la cattedrale, dopo il disastroso crollo del 1996.

## Cronotassi dei vescovi
Si omettono i periodi di sede vacante non superiori ai 2 anni o non storicamente accertati.
- Giuseppe Menditto † (22 luglio 1844 - 13 novembre 1849 dimesso)
- Giovanni Battista Naselli, C.O. † (17 febbraio 1851 - 27 giugno 1853 nominato arcivescovo di Palermo)
- Mario Giuseppe Mirone † (27 giugno 1853 - 17 febbraio 1864 deceduto)
  - Sede vacante (1864-1872)
- Benedetto Lavecchia Guarnieri, O.F.M.Obs. † (23 febbraio 1872 - 5 luglio 1875 nominato arcivescovo di Siracusa)
- Giovanni Blandini † (5 luglio 1875 - 4 gennaio 1913 deceduto)
- Giuseppe Vizzini † (19 agosto 1913 - 8 dicembre 1935 deceduto)
- Angelo Calabretta † (16 luglio 1936 - 27 giugno 1970 dimesso[12])
- Salvatore Nicolosi † (27 giugno 1970 - 19 giugno 1998 ritirato)
- Giuseppe Malandrino † (19 giugno 1998 - 16 luglio 2007 ritirato)
- Mariano Crociata (16 luglio 2007 - 20 ottobre 2008 nominato segretario generale della CEI)
- Antonio Staglianò (22 gennaio 2009 - 6 agosto 2022 nominato presidente della Pontificia accademia di teologia[13])
- Salvatore Rumeo, dal 22 dicembre 2022

## Vescovi oriundi
- Giovanni Battista Bongiorno (1830-1901), vescovo di Trapani e di Caltagirone, e vescovo titolare di Flaviopoli;
- Antonio Morana (1824-1879), vescovo di Caltagirone;
- Corrado Mingo (1901-1980), vescovo di Trapani e arcivescovo di Monreale;
- Paolo Pappalardo (1903-1966), arcivescovo titolare di Apamea di Siria, nunzio apostolico in Iran, amministratore apostolico di Ispahan dei Latini, internunzio apostolico in Siria, amministratore apostolico di Aleppo;
- Francesco Carpino (1905-1993), arcivescovo titolare di Nicomedia, arcivescovo di Monreale, arcivescovo titolare di Sardica, arcivescovo di Palermo, cardinale diacono del titolo di Santa Maria Ausiliatrice in via Tuscolana, e cardinale vescovo del titolo di Albano;
- Guglielmo Giaquinta (1914-1994), vescovo di Tivoli;
- Giorgio Scarso, O.F.M.Cap. (1916-2015), vescovo di Patos de Minas, in Brasile;
- Angelo Giurdanella (1956), vescovo di Mazara del Vallo;
- Rosario Gisana (1959), vescovo di Piazza Armerina;
- Corrado Lorefice (1962), arcivescovo di Palermo.

## Statistiche
La diocesi nel 2023 su una popolazione di 215.082 persone contava 210.000 battezzati, corrispondenti al 97,6% del totale.
| anno | popolazione | popolazione | popolazione | presbiteri | presbiteri | presbiteri | presbiteri                | diaconi | religiosi | religiosi | parrocchie |
| anno | battezzati  | totale      | %           | numero     | secolari   | regolari   | battezzati per presbitero | diaconi | uomini    | donne     | parrocchie |
| ---- | ----------- | ----------- | ----------- | ---------- | ---------- | ---------- | ------------------------- | ------- | --------- | --------- | ---------- |
| 1950 | 190.400     | 190.800     | 99,8        | 179        | 115        | 64         | 1.063                     |         | 70        | 160       | 53         |
| 1969 | 201.165     | 201.675     | 99,7        | 162        | 131        | 31         | 1.241                     |         | 49        | 68        | 79         |
| 1980 | 195.465     | 200.116     | 97,7        | 121        | 91         | 30         | 1.615                     |         | 37        | 330       | 88         |
| 1990 | 207.500     | 208.950     | 99,3        | 118        | 82         | 36         | 1.758                     |         | 51        | 286       | 98         |
| 1999 | 207.000     | 209.000     | 99,0        | 115        | 84         | 31         | 1.800                     | 7       | 40        | 255       | 98         |
| 2000 | 207.000     | 210.825     | 98,2        | 119        | 88         | 31         | 1.739                     | 10      | 40        | 255       | 98         |
| 2001 | 207.000     | 210.825     | 98,2        | 120        | 90         | 30         | 1.725                     | 10      | 39        | 255       | 98         |
| 2002 | 209.500     | 210.825     | 99,4        | 119        | 90         | 29         | 1.760                     | 14      | 38        | 255       | 98         |
| 2003 | 211.000     | 212.119     | 99,5        | 117        | 90         | 27         | 1.803                     | 14      | 43        | 233       | 98         |
| 2004 | 211.000     | 212.546     | 99,3        | 117        | 90         | 27         | 1.803                     | 16      | 47        | 233       | 98         |
| 2013 | 213.900     | 220.000     | 97,2        | 119        | 96         | 23         | 1.797                     | 22      | 25        | 194       | 98         |
| 2016 | 219.000     | 220.700     | 99,2        | 123        | 101        | 22         | 1.780                     | 22      | 26        | 116       | 98         |
| 2019 | 214.380     | 220.135     | 97,4        | 116        | 94         | 22         | 1.848                     | 22      | 23        | 92        | 98         |
| 2020 | 214.000     | 219.720     | 97,4        | 116        | 94         | 22         | 1.845                     | 22      | 23        | 92        | 98         |
| 2021 | 215.000     | 220.584     | 97,5        | 120        | 97         | 23         | 1.791                     | 22      | 27        | 143       | 98         |
| 2023 | 210.000     | 215.082     | 97,6        | 129        | 105        | 24         | 1.627                     | 22      | 28        | 142       | 98         |